# Capasa flexilinea
Capasa flexilinea là một loài bướm đêm trong họ Geometridae.